# 1726
Năm 1726 (số La Mã: MDCCXXVI) là một năm thường bắt đầu vào thứ Ba trong lịch Gregory (hoặc một năm thường bắt đầu vào thứ Bảy của lịch Julius chậm hơn 11 ngày).

## Sinh
- 14 tháng 1 - Jacques-Donatien Le Ray, người Pháp ủng hộ cuộc Cách mạng Mỹ (mất 1803)
- 8 tháng 3 - Richard Howe, đô đốc người Anh (mất 1799)
- 05 tháng 4 - Benjamin Harrison V, người ký của Tuyên ngôn Độc lập Mỹ (mất 1791)
- 12 tháng 4 - Charles Burney, sử Âm nhạc Anh (mất 1814)
- 20 tháng 4 - Joseph de Ferraris, Áo vẽ bản đồ của Hà Lan Áo (mất 1814)
- 12 tháng 5 - Alexander Hood, sĩ quan hải quân người Anh (mất 1814)
- 3 tháng 6 - James Hutton, nhà địa chất người Scotland (mất 1797)
- 14 tháng 6 - Thomas Pennant, chuyên gia tiếng Wales (mất 1798)
- 20 tháng 6 - Louise Henriette de Bourbon, mẹ của Philippe Égalité (d.1759)
- 26 tháng 7 - Jedediah Strutt, nhà kinh doanh Anh (mất 1797)
- 30 tháng 7 - William Jones (người trong giáo si), (mất 1800)
- 2 tháng 8 - Lê Quý Đôn, nhà bác học Việt Nam (mất 1784)
- 7 tháng 8 - James Bowdoin, người Mỹ lãnh đạo cách mạng, chính trị gia (mất 1790)
- 9 tháng 8 - Francesco Cetti, nhà khoa học dòng Tên người Ý (mất 1778)
- 1 tháng 9 - François-André Danican Philidor, nhà soạn nhạc Pháp và chơi cờ vua (mất 1795)
- 26 tháng 9 - John HD Anderson, nhà khoa học người Scotland (mất 1796)
- 15 tháng 10 - Ngô Thì Sĩ, nhà sử học, nhà văn, nhà thơ dưới thời chúa Trịnh Doanh và Trịnh Sâm.
- 16 tháng 10 - Daniel Chodowiecki, họa sĩ người Ba Lan (mất 1801)
- Trụy lạc Howe, Đại tá trong Chiến tranh Cách mạng Mỹ (mất 1806)
- Katsukawa Shunsho, nghệ sĩ Nhật Bản lý và Nhân quyền (mất 1792)

## Mất
- 13 tháng 1 - Niên Canh Nghiêu, tướng nhà Thanh, bị xử chém
- 26 tháng 8 - Mary Bentinck, Bá tước phu nhân xứ Essex